# Tábua
Tábua ist eine Vila (Kleinstadt) und ein Kreis (Concelho) in Portugal mit 3681 Einwohnern (Stand 19. April 2021).

## Geschichte
Der Ort Tábua erhielt niemals eigene Stadtrechte, der heutige Kreis wuchs vielmehr aus verschiedenen kleineren Ansiedlungen zusammen. Er wurde erstmals erwähnt im 12. Jahrhundert, doch belegen zahlreiche Funde eine Besiedlung zur Zeit der römischen Besatzung. Im Jahr 1342 beauftragte König D.Afonso IV. die Besitzer des Gebietes, die Familie de Cunha, mit der lokalen Rechtsprechung, was einem Stadtrecht am nächsten kam. Seit 1853 ist Tábua Sitz eines eigenständigen Kreises.

## Kultur und Sehenswürdigkeiten

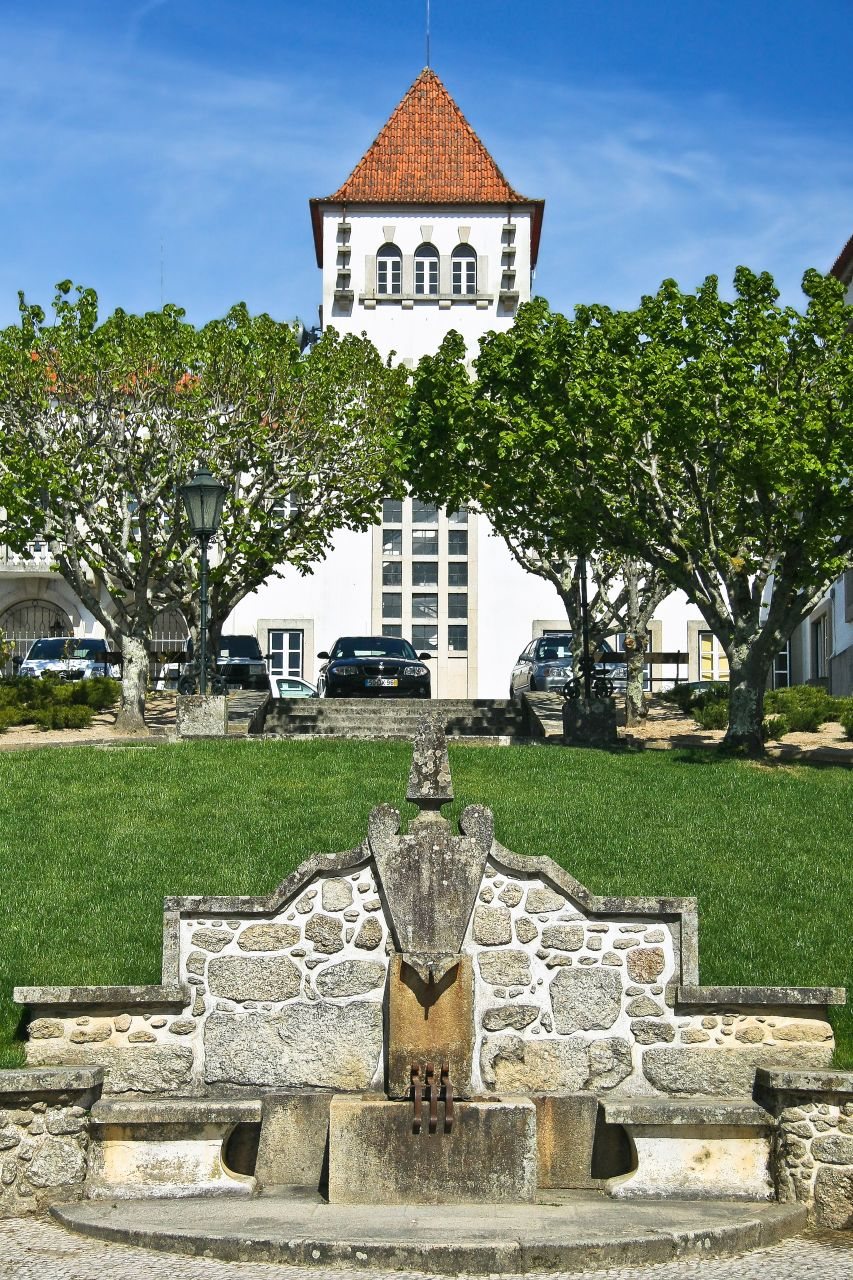
Rathaus

Unter den verschiedenen Baudenkmälern des Kreises, zu denen Herrenhäuser, Sakralbauten und verschiedene historische öffentliche Gebäude gehören, ist auch der denkmalgeschützte, historische Ortskern von Tábua.
Kulturelle Einrichtungen sind u. a. die städtische Bibliothek Biblioteca Municipal de João Brandão, die in einem historischen Gebäude untergebracht ist, das ursprünglich Stadtverwaltung, Gefängnis und Gericht beherbergte.
Die thematischen Rundwege Historisches Tábua (Roteiro Histórico-Natural do Município), Weinroute des Dão (Rota dos Vinhos Dão) und Käseroute Queijo Serra da Estrela (Região Demarcada do Queijo da Serra da Estrela) führen durch den Kreis.

## Verwaltung

### Kreis
Tábua ist Verwaltungssitz eines gleichnamigen Kreises (Concelho) im Distrikt Coimbra. Die Nachbarkreise sind (im Uhrzeigersinn im Norden beginnend): Carregal do Sal, Oliveira do Hospital, Arganil, Penacova sowie Santa Comba Dão.
Mit der Gebietsreform im September 2013 wurden mehrere Gemeinden zu neuen Gemeinden zusammengefasst, sodass sich die Zahl der Gemeinden von zuvor 19 auf elf verringerte.
Die folgenden Gemeinden (Freguesias) liegen im Kreis Tábua:

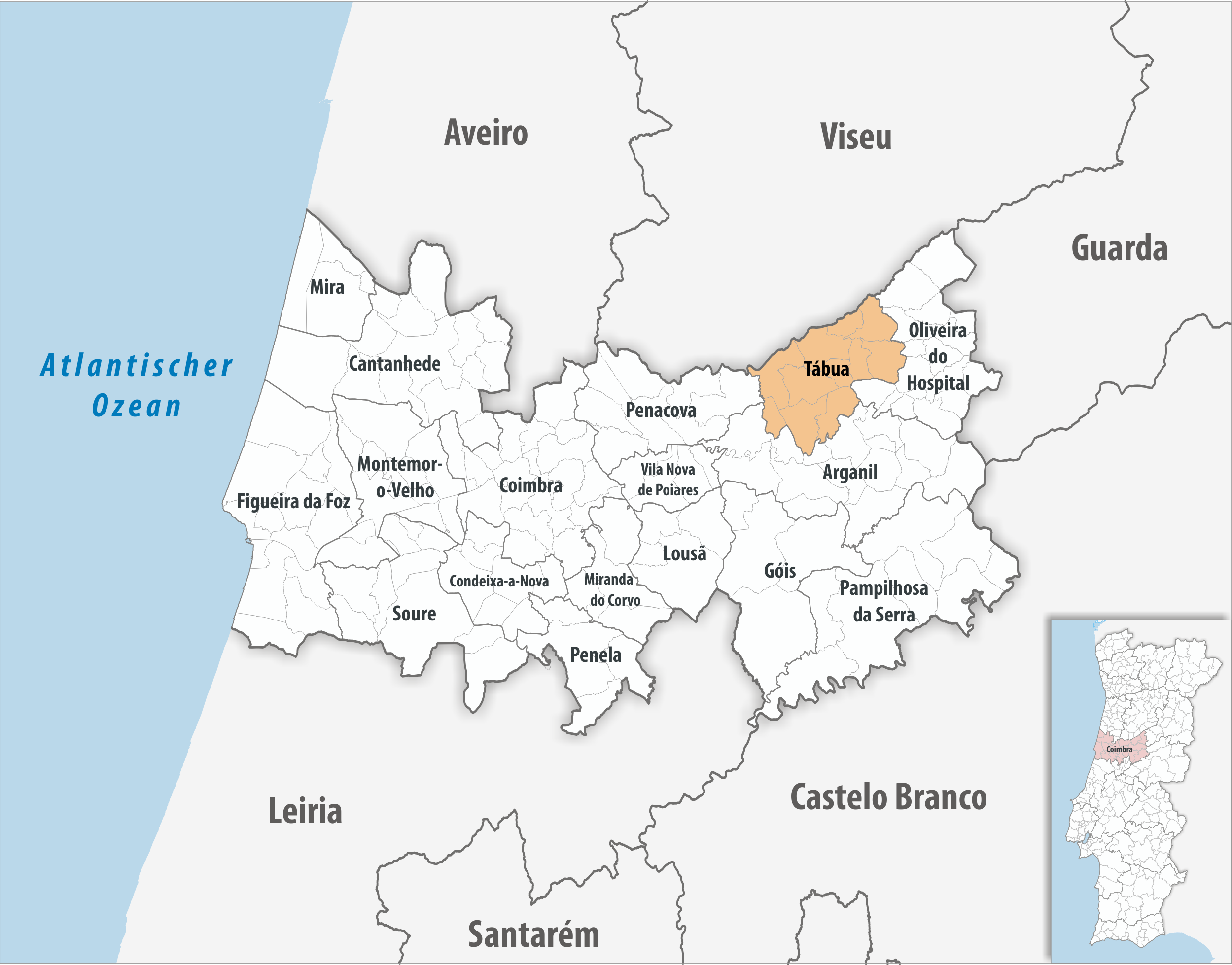
Kreis Tábua

| Gemeinde                          | Einwohner (2021) | Fläche km² | Dichte Einw./km² | LAU- Code |
| --------------------------------- | ---------------- | ---------- | ---------------- | --------- |
| Ázere e Covelo                    | 826              | 25,47      | 32               | 061616    |
| Candosa                           | 531              | 11,39      | 47               | 061602    |
| Carapinha                         | 366              | 9,42       | 39               | 061603    |
| Covas e Vila Nova de Oliveirinha  | 1.232            | 21,87      | 56               | 061617    |
| Espariz e Sinde                   | 859              | 23,52      | 37               | 061618    |
| Midões                            | 1.574            | 20,07      | 78               | 061608    |
| Mouronho                          | 755              | 24,02      | 31               | 061609    |
| Pinheiro de Coja e Meda de Mouros | 443              | 19,84      | 22               | 061619    |
| Póvoa de Midões                   | 500              | 9,52       | 53               | 061611    |
| São João da Boa Vista             | 393              | 9,85       | 40               | 061612    |
| Tábua                             | 3.681            | 24,81      | 148              | 061614    |
| Kreis Tábua                       | 11.160           | 199,78     | 56               | 0616      |

### Bevölkerungsentwicklung
| Einwohnerzahl im Kreis Tábua (1801–2011) | Einwohnerzahl im Kreis Tábua (1801–2011) | Einwohnerzahl im Kreis Tábua (1801–2011) | Einwohnerzahl im Kreis Tábua (1801–2011) | Einwohnerzahl im Kreis Tábua (1801–2011) | Einwohnerzahl im Kreis Tábua (1801–2011) | Einwohnerzahl im Kreis Tábua (1801–2011) | Einwohnerzahl im Kreis Tábua (1801–2011) | Einwohnerzahl im Kreis Tábua (1801–2011) | Einwohnerzahl im Kreis Tábua (1801–2011) |
| ---------------------------------------- | ---------------------------------------- | ---------------------------------------- | ---------------------------------------- | ---------------------------------------- | ---------------------------------------- | ---------------------------------------- | ---------------------------------------- | ---------------------------------------- | ---------------------------------------- |
| 1801                                     | 1849                                     | 1900                                     | 1930                                     | 1960                                     | 1981                                     | 1991                                     | 2001                                     | 2011                                     |                                          |
| 2.287                                    | 5.633                                    | 18.371                                   | 16.530                                   | 15.869                                   | 13.456                                   | 13.101                                   | 12.602                                   | 12.071                                   |                                          |

### Kommunaler Feiertag
- 10. April

## Söhne und Töchter der Stadt
- João Brandão (1825–1880), legendärer Bandit der Beira und Miguelisten-Gegner
- José Antunes Marques Abreu (1879–1958), Zeichner und Autor
- Sara Beirão (1880–1974), Publizistin, Autorin und Frauenrechtlerin
- António Madeira (1913–2002), Unternehmer und Philanthrop
- Luís Filipe Lindley Cintra (1925–1991), Philologe und Linguist
- Basílio Horta (* 1943), Jurist und Politiker, mehrmaliger Minister
- Arlindo Cunha (* 1950), Ökonom und Politiker, mehrmaliger Minister
- Luís Jesus (* 1968), olympischer Leichtathlet
- Ricardo Manuel Fonseca Neves (* 1989), Fußballspieler